# NGC 232
NGC 232는 고래자리에 위치한 정상나선은하이다. 1886년, 미국인 천문학자 Francis Leavenworth에 의해 발견되었다.